# Peter Uffenbach
Peter Uffenbach (Frankfurt am Main, 28 de novembro de 1566 — Frankfurt am Main, 23 de outubro de 1635) foi médico e compilador alemão. Professor de Física e Medicina da Universidade de Frankfurt am Main.

## Publicações
- Alchimia Nova, Das ist, Die Güldene Kunst Selbst, Oder Aller Künsten Mutter: Sampt dero heimlichen Secreten, unzehlichen verborgenen Kindern und Früchten ; Von allerley Alchimistischen unnd Metallischen Geschäfften, Wässern unnd Oelen, Bereitungen der Kälck, der Kunst ... Silber und Gold zumachen ... ; Auch sonst vielen lustigen und kurtzweiligen Künsten ... ; Auß dem Italianischen deß Edlen ... Hanß Baptista Birelli von Senis, auff das fleissigst verteutscht (1603)
- Alographia Sive Diascepseon De Sale Libri Qvatvor: Quoru[m] 1. est de Sale Physico seu Philosophico. 2. est de Sale Medico siue Empirico. 3. est de Sale Geniali seu locoso. 4. est de Sale Mystico (1605)
- Anatomia et medicina equorum (dell’ anatomia et dell’ infirmità del cavallo, Bolonha 1598) des Carlo Ruini
- De curandis Morbis ad tyrones Practica magna (1628)
- Herculis Saxoniae Medicinae Professoris ... De Pulsibus Tractatus absolutissimus: Omnibus Medicinae Studiosis Apprime Necessarius & utilis ... (1604)
- Hortulus Sanitatis, Das ist/ Ein heylsam und nützliches Gährtlin der Gesundtheit: In welchem alle fürnehme Kräutter/ die so wol in den beyderley Indien/ als an allen andern Orten der Welt zu finden/ in einer wunderbaren Kürtze werden beschrieben (1609)
- Lilium medicinae eptaphyllon: tractatus nimirum septem foliis sive particulis, accuratissimam omnium morborum, tam vniuersalium, quam particularium, curationem complectens. Cui accesserunt tractatus de methodo curandi affectus praeter nat. de regimine acutorum, de prognosticis, vrinis & pulsibus vna cum decem tabulis pharmacorum Remacli Limburgensis. Omnia primum a Bernardo Gordonio ... nunc vero per Petrum Uffenbachium .... Francofurti : apud Lucam Iennis, 1617
- Officina Aurea. Das ist/ Güldene Werckstatt der Chirurgy oder WundtArtzney: Von allen Gliedtmassen deß gantzen Menschlichen Leibs und derselbigen eusserlichen Gebrechen ... (1607)
- Pantheum medicinae selectum, s. medicinae practicae templum, omnibus omnium fere morborum insuttibus commune (1604)
- Thesavrvs Chirvrgiæ: Continens Præstantissimorvm Avtorvm, Vtpote Ambrosii Parei Parisiensis. Ioannis Tagavltii Ambiani Vimaci. Iacobi Hollerii Stempani. Mariani Sancti Barolitani. Angeli Bolognini. Michaelis Angeli Blondi. Alphonsi Ferrii Neapolitani. Iacobi Dondi. Et Guilelmi Fabritii Hildani. Opera Chirurgica ... ; Ante Hac Qvidem Disivnctim Edita (1610)
- Theses de venenis ac mortiferis medicinis (1603)
- Theses medicae de semine et sanguine menstruo (1594)
- Theses physicae ex duobus Aristotelis de generatione et interitu libris desumptae ... (1591)
- Wundt Artzney, oder Artzney Spiegell des hocherfahrnen vnd weitberühmbten Herrn Ambrosii Parei ... (1601)